# Interpretación (lógica)
En lógica, una interpretación semántica es asignar significados a las variables que constituyen las fórmulas bien formadas de un lenguaje formal. Como los lenguajes formales pueden definirse en términos puramente sintácticos, sus fórmulas bien formadas pueden no ser más que cadenas de símbolos sin ningún significado. Una interpretación otorga significado a esas fórmulas. El estudio general de las interpretaciones de los lenguajes formales se llama semántica formal.
Una interpretación muchas veces (pero no siempre) permite determinar el valor de verdad de las fórmulas bien formadas de un lenguaje. Si una interpretación asigna el valor de verdad verdadero a una fórmula o a varias fórmulas, entonces se dice que la interpretación es un modelo de esa fórmula o de esas fórmulas.